# Къклица
Къклица (Agrostemma) е род покритосеменни растения от семейство Карамфилови (Caryophyllaceae). Обикновената къклица (Agrostemma githago) е широко разпространен плевел.

## Полезна информация за българския фермер[1]
Къклицата се среща заедно с мака в житните посеви като плевелно растение. Отровното вещество се съдържа в семената. Когато семена от къклицата попаднат в концентрирания фураж, предизвикват отравяне на всички селскостопански животни. Отравянето протича с поражения на нервната система и възпаление на лигавицата на червата.
Други отровни за стопанските животни растения са: лютиче, орлова папрат, лупина, синап, див мак, млечка, рицин, елда.

## Отстраняване на плевела
Зърната на къклицата са с ъгловата лещовидна форма и големина и с оцветяване от бежево до черно. Лесно различими са от зърната на пшеницата и други житни семена. Размерът и специфичната форма на зърната позволява да се отделят от другите семена с цилиндрене на овършаното зърно.